# Mitrophrys kibwezensis
Mitrophrys kibwezensis är en fjärilsart som beskrevs av Embrik Strand 1909. Mitrophrys kibwezensis ingår i släktet Mitrophrys och familjen nattflyn. Inga underarter finns listade i Catalogue of Life.